# Rojkos

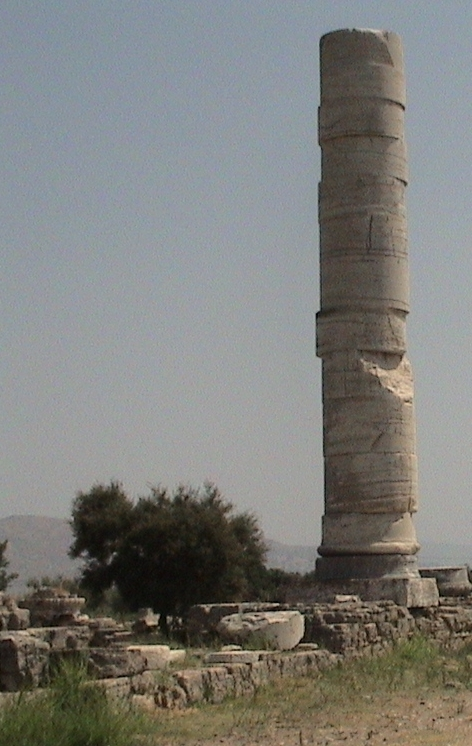
Herajon na Samos

Rojkos (gr. Ῥοῖκος) – grecki architekt, rzeźbiarz-brązownik i toreuta działający w VI wieku p.n.e. Był synem Filosa (Fileasa) z Samos i prawdopodobnie ojcem Teodorosa.
Około 570–550 p.n.e., wraz z Teodorosem, zbudował pierwszą olbrzymią świątynię dedykowaną Herze na Samos (tzw. Herajon III), spaloną bezpośrednio po ukończeniu (przed 530 p.n.e.). Również wspólnie z Teodorosem wykonał brązowy krater dla okręgu Apollina w Patara w Licji. Krater ten Licyjczycy uważali za dzieło Hefajstosa. Jako samodzielną pracę Rojkosa wymienia się tylko brązowy posąg bogini Nocy, umieszczony w pinakotece Artemizjonu efeskiego.
Tradycja grecka zgodnie przypisywała Rojkosowi i Teodorosowi wprowadzenie techniki pustego odlewu brązowego, w istocie znanego znacznie wcześniej. Prawdopodobnie wykorzystali oni tutaj osiągnięcia techniczne Egipcjan.